# Val-de-Virieu
Val-de-Virieu é uma comuna francesa na região administrativa de Auvérnia-Ródano-Alpes, no departamento de Isère. Estende-se por uma área de 16.26 km². Em 2010 a comuna tinha 1 556 habitantes (densidade: 95,7 hab./km²).
Foi criada em 1 de janeiro de 2019, a partir da fusão das antigas comunas de Virieu (sede da comuna) e Panissage.